# LaSalle Thompson
LaSalle Thompson III (Cincinnati, Ohio, 23 de junio de 1961) es un exjugador de baloncesto estadounidense que jugó durante 15 temporadas en la liga profesional de la NBA. Con sus 2,08 metros de altura, jugaba principalmente de ala-pívot, aunque era frecuente verle desempeñar funciones de pívot nato.

## Trayectoria deportiva

### Universidad
Durante tres temporadas defendió la camiseta de los Longhorns de la Universidad de Texas, con los que terminó promediando 16,8 puntos y 11,8 rebotes. En 2006 fue elegido en el mejor quinteto de todos los tiempos de su universidad, tras una votación en línea de los fanes del equipo. Hasta que LaMarcus Aldridge fuese elegido en el segundo puesto del Draft de la NBA en 2006, era el que mejor puesto había alcanzado en un draft de todos los jugadores de Texas.

### Profesional
Fue elegido en la quinta posición del Draft de la NBA de 1982 por Kansas City Kings, equipo con el que jugó con asiduedad como titular en sus primeros años de carrera profesional. LLegó a figurar entre los 10 máximos reboteadores de la liga en las temporadas 84-85 y 85-86. Se trasladó junto a su equipo a Sacramento, donde jugó hasta mediada la temporada 1988-89, cuando fue traspasado a Indiana Pacers.
Tras dos años como titular en los Pacers, su rol pasó a ser el de dar apoyo a los jóvenes que iban llegando al equipo en su posición, como Rik Smits and Dale Davis. Fue una pieza clave, saliendo desde el banquillo, en la temporada 1993-94, consiguiendo alcanzar contra pronóstico las finales de la Conferencia Este.
Ya en el ocaso de su carrera jugó un año en los Sixers, y apenas 17 partidos con Denver Nuggets antes de regresar a Indiana, donde jugaría 9 partidos más para retirarse posteriormente. En el total de su carrera promedió 7,9 puntos, 6,8 rebotes y 1 tapón por partido.